# Mikkel Harder Munck-Hansen
Mikkel Harder Munck-Hansen (født 29. oktober 1967) er en dansk skuespiller og instruktør. 
Han er uddannet på The London Academy of music and dramatic art (LAMDA) samt hos Philippe Gaulier og Monica Pagneux i Paris.
Har som skuespiller medvirket i adskillige forestillinger i England og Danmark.
Han stiftede i 1994 sammen med Martin Tulinius og Peter Busch Jensen teatret Kaleidoskop på Nørrebro i København. Han var kunstnerisk leder samme sted til år 2000. I perioden 2000 til 2003 var han chef for Radiodrama (DR) og han var skuespilchef ved Det Kongelige Teater fra 2004 – 2008.
Han har desuden instrueret forestillinger på Kaleidoskop, Café Teatret, Teater Grob, Kanonhallen, Radiodrama, Det Kongelige Teater m.m.
Komitémedlem af Teater og Dans i Norden 2000 – 2004. Medlem af samarbejdsudvalget på Statens Teaterskole. Diverse bestyrelsesposter. Medlem af Statens Kunstråd og formand for Scenekunstudvalget 2007-2011.
Har modtaget flere priser og legater gennem årene.